# Schwalm-Eder (huyện)
Schwalm-Eder là một huyện về phía bắc of Hessen, Đức. Các huyện giáp ranh là Kassel, Werra-Meißner, Hersfeld-Rotenburg, Vogelsberg, Marburg-Biedenkopf, Waldeck-Frankenberg.
Năm 1821, các huyện được lập ở Hesse, gồm các huyện Fritzlar, Homberg, Melsungen và Ziegenhain. Vào năm 1932 các huyện Fritzlar và Homberg đã được hợp nhất; vào năm 1974, 3 huyện Fritzlar-Homberg, Melsungen and Ziegenhain được sáp nhập vào huyện Schwalm-Eder.
Huyện này có quan hệ đối tác với thành phố Phần Lan Kajaani, huyện Anh quốc Sedgemoor, huyện Ba Lan Pila và Rayon Rostov (tỉnh Yaroslavl) ở Nga.
Tên huyện này được đặt tên theo hai con sông Schwalm và Eder. Sau khi gặp nhau gần Felsberg, sông Eder chảy vào Fulda tại phía bắc huyện. phía đông nam của huyện là đồi Knüll với đỉnh cao nhất 634 m. phía bắc là đồi Homberger Hochland. Trung tâm của huyện chủ yếu là vùng nông nghiệp bao quanh bởi các núi Knüll, Stölzinger Gebirge và Kellerwald và núi Wüstegarten cao 675 m.

## Thị xã và đô thị

Bản đồ các thị xã và đô thị ở Schwalm-Eder-Kreis

| Thị xã | Đô thị |                                                                                           |
| --- | --- | ----------------------------------------------------------------------------------------- |
| 1. Borken 2. Felsberg 3. Fritzlar 4. Gudensberg 5. Homberg 6. Melsungen 7. Neukirchen 8. Niedenstein 9. Schwalmstadt 10. Schwarzenborn 11. Spangenberg | 1. Bad Zwesten 2. Edermünde 3. Frielendorf 4. Gilserberg 5. Guxhagen 6. Jesberg 7. Knüllwald 8. Körle 9. Malsfeld | 1. Morschen 2. Neuental 3. Oberaula 4. Ottrau 5. Schrecksbach 6. Wabern 7. Willingshausen |